# برناردين دي سان بيير
جاك أونري برناردين دي سان بيير (بالفرنسية: Jacques-Henri Bernardin de Saint-Pierre) ولد في (19 يناير 1737 بلو هافر و توفي عام 21 يناير 1814بأراغني فال دواز) .كان روائياً فرنسيا ومتخصصا في علم النبات.أشهر ما عرف به روايته بول وفرجيني Paul et Virginie التي نشرت للمرة الأولى عام 1787. في عام 1795 تم انتخابه عضوا في معهد فرنسا
،حاز على جائزة تقدير من اكاديمة يبزانسون وفي عام 1803 انتخب ليكون عضوا بالأكاديمية اللغة الفرنسية.في سنة 1852 احتفلت حكومة الجمهورية الفرنسية بإقامة تمثال له من البرورنز في إحدى ميادين ثغر لو هافر، تصوره ممسكا بإحدى يديه قرطاساً وبالأخرى قلماً وعند قدميه صبي وصبية عاريان يتصافحان تحت ظل شجرة من أشجار المناطق الحارة.

## مسيرة حياته
لقد كان في صباه رقيق المشاعر، عصبي المزاج، كثير الجري وراء الخيال حتى طمحت نفسه لتأسيس جمهورية واسعة من طائفة العاثرين البائسين يكون هو واضع شريعتهم ومنظم حياتهم ليضمن لهم سعادة العيش فكان في هذا الخاطر مثل جان جاك روسو,إلا أن هذا كان يرى أن يعود الناس إلى فطرتهم الأولى طاهرين من الأرجاس خالصين من الأردان، فيعيشون عيشة صافية هنية في ظل شريعة الكون التي سنها الخالق، أما برناردين فكان يرى أن يضع لهم نظام جديداً يحارب به قسوة الحياة الحالية وويلاتها.ولكنه كان لا يزال طفلاً قليل الحول والحيلة حتى إن أحد أعمامه- وكان قبطاناً لسفينة تجارية-أخذه معه إلى جزر المارتينيك ولكنه عاد منها مثقلا بالهموم وكراهية العيش فسلمه أبوه لجوزيت كاين. وعند ذلك عادت الفكرة السامية إلى رأسه الصغير لما كان يسمعه من أحاديث المبشرين عن رحلاتهم إلى البلاد الموحشة حتى تمنى لو انه يقفو أثرهم فيهدي إلى سبيل السعادة فريقامن الاشقياء الجاهلين ولقداراد بعد ذلك أن يقصد مالطة لالتماس الرزق ولكنهاكانت مهددة من جانب الاتراك فعاد أدراجه وأخذ يعيش من دروس الحساب يعطيها لمريديه.

## وصلات خارجية
- برناردين دي سان بيير على موقع IMDb (الإنجليزية)
- برناردين دي سان بيير على موقع الموسوعة البريطانية (الإنجليزية)
- برناردين دي سان بيير على موقع ميوزك برينز (الإنجليزية)
- مؤلفات Jacques-Henri Bernardin de Saint-Pierre في مشروع غوتنبرغ